# Le Tunnel (Ernesto Sábato)
Pour les articles homonymes, voir El túnel et Le Tunnel.
Le Tunnel (en version originale, en espagnol : El túnel), est un roman psychologique et philosophique écrit par l'Argentin Ernesto Sábato.
Le récit met en scène la jalousie et l'obsession maladives d'un peintre, qui aboutissent au meurtre de la femme qu'il aime. Le titre du roman symbolise l'isolement émotionnel et physique de ce peintre, Juan Pablo Castel, par rapport à la société ; cet isolement devient de plus en plus évident au fur et à mesure que Castel raconte, depuis sa cellule de prison, la série d'événements qui l'ont amené à assassiner la seule personne capable de le comprendre.
Au-delà d'une simple histoire de crime passionnel, Le Tunnel est une œuvre essentielle d'Ernesto Sábato dans le sens où elle développe sa métaphysique existentialiste, en explorant les sentiments de frustration, de confusion, de désespoir, d'aliénation de l'homme contemporain face à l'inévitable solitude de l'expérience humaine et l'absurdité de l'existence. Les critiques littéraires ont analysé l'influence des écrits de Sartre, Camus, Freud et Marx sur la pensée de Sábato et sur la conception de ce roman en particulier.
Avec sa publication en 1948, Sábato obtient la reconnaissance internationale en recevant des éloges de personnalités importantes telles que Thomas Mann et Albert Camus.

## Histoire par chapitres

### I et II
Présentation du personnage, Juan Pablo Castel, peintre.

### III à V
Juan Pablo rencontre María dans une exposition de peinture où il expose : il remarque une jeune femme qui regarde fixement une petite fenêtre avec une femme faisant face à la mer, dans un de ses tableaux ; il commence alors à s'obséder pour la fille et la cherche partout en ville. Dans sa recherche, le peintre fantasme sur toutes les possibilités dont il dispose pour la rencontrer et l'aborder dans la rue, tout en ayant une série de réflexions qui montrent sa posture vis-à-vis de la peinture et des expositions qu'il évite.

### VI à VIII
Castel retrouve María dans la rue et la suit jusqu'à des bureaux ; il entre dans l'immeuble derrière elle et lui demande le nom des bureaux. María le reconnaît et rougit. Castel lui fait savoir qu'il l'a cherchée, qu'ils doivent parler de la « fenêtre » de son tableau, ce que María ne semble pas comprendre. Voyant cela, Castel s'excuse et part. María le rattrape et demande pardon, disant qu'au contraire elle y pense beaucoup, et part à son tour. Le peintre ne cesse de penser à elle et décide de la chercher à nouveau.

### IX à XII
Le jour suivant, Castel va au même endroit et attend que María passe à nouveau ; il la voit enfin, la prend par le bras et l'emmène à un parc près de là. Le peintre lui confesse qu'il ne cesse de penser à elle et qu'il a besoin d'elle ; il lui demande de ne jamais se séparer de lui. Il lui demande qu'ils parlent du tableau de la fenêtre, et María lui explique qu'il lui semblait que le tableau était un message de désespoir ; elle ajoute qu'il ne gagnera rien à la voir : elle fait du mal à tous ceux qui s'approchent d'elle.
Plus tard, Castel l'appelle par téléphone ; il ne parvient pas à comprendre le ton mystérieux de María, qui finalement lui dit qu'elle doit raccrocher. Juan Pablo lui dit qu'il l'appellera le lendemain. Agité par l'appel, Castel ne peut dormir et va dans un café, très tôt le matin. Il appelle la maison de María, mais la femme de ménage lui dit qu'elle est partie à la campagne, non sans avoir laissé une lettre qui lui était destinée. Lorsqu'il arrive chez María, il est reçu par un homme aveugle qui lui donne la lettre et se présente comme Allende, mari de María. Surpris, Castel ouvre la lettre, qui dit seulement « Moi aussi je pense à vous ». Allende révèle à Castel la maison où se trouve María, ainsi que celle de son cousin Hunter, qui vit en face.

### XIII à XVI
Très confus par ce qu'il vient de se passer et par le contenu de la lettre, Castel commence à déduire une série d'hypothèses sur l'histoire qu'il est en train de vivre et sur la raison pour laquelle María ne lui avait pas mentionné qu'elle était mariée.
Plusieurs jours plus tard, il appelle pour demander l'adresse de la maison où se trouve María et lui écrit une lettre pour lui demander qu'elle l'appelle dès qu'elle rentre à Buenos Aires. María répond en disant qu'elle pense à lui et qu'elle le sent entre la mer et elle. Ils continuent à s'écrire jusqu'à ce que María rentre à Buenos Aires ; ils se donnent rendez-vous et Castel la questionne sur son départ subit à la maison de campagne.

### XVII à XX
Pendant plus d'un mois, ils entretiennent une relation constante, mais Juan Pablo se tourmente fréquemment, et tourmente par la même occasion María, qu'il envahit de questions sur sa vie privée, ses relations, ses réactions, l'« amour fraternel » qu'elle dit sentir pour Allende, etc. De telles situations arrivent à des extrêmes et un jour Castel menace María de la tuer s'il apprend qu'elle le trompe.

### XXI a XXV
Accablé par l'usure de la relation, Castel se perd dans la boisson. Une nuit, il rêve qu'un homme lui tend un piège et le transforme en oiseau ; il se voit étant un oiseau et parle avec un autre de cette espèce, mais personne ne s'en rend compte, sauf lui. En se réveillant, il appelle la maison de María et découvre qu'elle est à nouveau partie à la maison de campagne. Il lui écrit et lui demande pardon. Plusieurs jours plus tard, il reçoit une réponse de María l'invitant à passer quelques jours à la maison où elle se trouve. En arrivant à la gare « Allende », un chauffeur l'attend, prétextant une indisposition de María. Dans la maison, il est reçu par Hunter et sa cousine Mimí, qui lui pose des questions sur ses peintures. Les cousins discutent tandis que Castel se demande pour quelle raison María ne sort pas de sa chambre.

### XXVI à XXVIII
Finalement, María fait son apparition et tous les deux vont marcher sur la plage, prétextant qu'ils vont voir des dessins de Castel. Ils restent silencieux face à la mer et María lui avoue combien elle était émue par le tableau de la fenêtre, et combien elle désirait le connaître, ayant elle aussi eu les mêmes sentiments que lui, tous deux cherchant quelqu'un. En rentrant à la maison, Hunter est très agité, visiblement jaloux. Cela révèle à Castel la relation qu'il semble y avoir entre eux ; il se retire tout d'un coup dans sa chambre et les entend se disputer. Le lendemain, très tôt, il décide de partir.

### XXIX à XXXIII
Castel, confus et déçu par la situation avec María, ne cesse de boire, de se battre dans les bars et maltraite les prostituées. Il envoie une lettre à María dans laquelle il explique son départ subit de la maison de campagne et la remercie pour ses attentions, mais déclare ne pas croire qu'elle l'aime, expliquant qu'il ne peut comprendre comment elle peut l'aimer tout en aimant son mari et en couchant avec Hunter. Il va à la poste déposer la lettre et, quelques minutes après l'avoir fait, regrette ; il essaie inutilement de la récupérer, mais les employés du bureau de poste ne le lui permettent pas.
Castel appelle María à sa maison de campagne pour lui demander qu'elle vienne le voir, sous peine de se tuer. Elle lui fait comprendre qu'il n'y a plus lieu de se revoir, qu'ils ne feront que se faire du mal ; mais Juan Pablo menaçant de se suicider, elle accepte. Celui-ci ne cesse de la questionner sur sa relation avec Hunter et va chercher Lartigue, un ami proche de Hunter, pour lui demander depuis quand ce dernier a commencé à avoir des relations avec María. Face au refus et à la nervosité de Lartigue, Castel confirme ses soupçons. Il appelle à la maison de María de Buenos Aires, où elle se trouve, et lui donne rendez-vous le lendemain.

### XXXIV à XXXIX
María ne se présente pas au rendez-vous, et, quand il l'appelle chez elle, Juan Pablo découvre qu'elle est rentrée un peu plus tôt à la maison de campagne. Castel emprunte la voiture d'un ami et conduit jusqu'à ladite maison. Quand il arrive, il se rappelle avec nostalgie les moments heureux vécus avec María et rêve d'elle, enfant, galopant à cheval, les cheveux aux vents. Il comprend qu'il n'a jamais été réellement uni à María, mais est au contraire resté toujours isolé d'elle, comme des autres, par une sorte de mur infranchissable : « en tout cas il n’y avait qu’un tunnel, obscur et solitaire : le mien, le tunnel où j’avais passé mon enfance, ma jeunesse, toute ma vie ». Après avoir attendu, Castel voit au travers de la fenêtre de la maison qu'ils descendent les escaliers, se tenant par le bras et se préparant à aller faire une promenade au parc.
Quand il entre dans la maison de campagne, Castel désespère en remarquant que seule une lumière s'allume, celle de la pièce centrale, et plus tard, celle de la chambre de María. Couteau en main, il monte au balcon, trouve une porte, entre dans la galerie intérieure et apparaît face à la porte de María, qui lui demande ce qu'il compte faire. Il lui répond qu'il doit la tuer parce qu'elle l'a laissé seul ; il lui plante le couteau dans la poitrine, et elle meurt. Il sort de la maison, et appelle Allende pour lui dire qu'il doit le voir. Lors de cette entrevue, Castel lui confesse ses suspicions d'infidélité et lui révèle même qu'elle le trompait avec lui. Allende poursuit inutilement Castel en le qualifiant d'« insensé ». Castel se livre à la police et apprend plus tard qu'Allende s'est suicidé.

## Thèmes du roman
Au-delà d'une simple histoire de crime passionnel, Le Tunnel est une œuvre essentielle d'Ernesto Sábato dans le sens où elle développe sa métaphysique existentialiste,, en explorant les sentiments de frustration, de confusion, de désespoir et d'aliénation de l'homme contemporain face à l'inévitable solitude de l'expérience humaine et l'absurdité de l'existence. Les critiques littéraires ont analysé l'influence des essais philosophiques et de la littérature existentialistes de Sartre et Camus, mais aussi des théories psychanalytiques freudiennes et lacaniennes, ainsi que du philosophe politique Marx, sur la pensée de Sábato et notamment sur la conception de ce roman.

### Isolement
Le titre du roman symbolise l'isolement émotionnel et physique du peintre Juan Pablo Castel par rapport à la société,. Cet isolement devient de plus en plus évident au fur et à mesure que Castel raconte, depuis sa cellule de prison, la série d'événements qui l'ont amené à assassiner la seule personne capable de le comprendre. Il finit en particulier par l'expliciter, au chapitre XXXVI :

« L’heure de la rencontre était venue ! Comme si nos voies s’étaient rejointes, comme si nos âmes s’étaient ouvertes l’une à l’autre ! Quelles stupides illusions avais-je pu me faire ! Non, les galeries restaient toujours parallèles, même si maintenant le mur qui les séparait était comme un mur de verre et si je pouvais voir Maria comme une silencieuse et intouchable figure… Non, même ce mur n’était pas toujours transparent : parfois il redevenait de pierre noire et alors je ne savais ce qui se passait de l’autre côté, ce qu’elle devenait dans ces intervalles sans nom, quels événements étranges avaient lieu ; et je pensais même qu’à ces moments-là, son visage changeait et qu’une grimace moqueuse le déformait et que peut-être il y avait des rires échangés avec un autre et que toute cette histoire des galeries n’était qu’une ridicule invention à laquelle j’étais seul à croire et qu’en tout cas il n’y avait qu’un tunnel, obscur et solitaire : le mien, le tunnel où j’avais passé mon enfance, ma jeunesse, toute ma vie. Et dans un de ces passages transparents du mur de pierre j’avais vu cette jeune femme et j’avais cru naïvement qu’elle avançait dans un autre tunnel parallèle au mien, alors qu’en réalité elle appartenait au vaste monde, au monde sans limites de ceux qui ne vivent pas dans des tunnels. Et peut-être s’était-elle approchée par curiosité d’une de mes étranges fenêtres et avait-elle entrevu le spectacle de mon irrémédiable solitude, ou peut-être avait-elle été intriguée par le langage muet, l’énigme de mon tableau. Et alors, tandis que je continuais à avancer dans mon étroit couloir, elle vivait au-dehors sa vie normale, la vie agitée que mènent ces gens qui vivent au-dehors, cette vie curieuse et absurde où il y a des bals, et des fêtes, et de l’allégresse, et de la frivolité. Et parfois il arrivait que, lorsque je passais devant une de mes fenêtres, elle fût là à m’attendre, muette et anxieuse (pourquoi m’attendait-elle ? et pourquoi muette et anxieuse ?) ; mais parfois il lui arrivait de ne pas arriver à temps ou d’oublier ce pauvre être emprisonné et alors, le visage écrasé contre le mur de verre, je la voyais au loin, insouciante, sourire ou danser, ou encore, ce qui était pire, je ne la voyais nulle part et l’imaginais en des endroits interdits ou infâmes. Et je sentais alors que mon destin était infiniment plus solitaire que je ne l’avais imaginé. »

La portée de ce thème central de l'isolement a été interprétée de différentes manières, en tant que mise en scène : 
- d'une métaphysique existentialiste inspirée de Sartre[7] ;

- des théories psychanalytiques freudiennes, lacaniennes[6] ou jungiennes[7] ;

- d'une critique de la société de masse contemporaine, dans laquelle l'homme se retrouve déshumanisé[8].

### Existentialisme
L'influence des écrits de Sartre et Camus sur la pensée de Sábato et notamment sur la conception de ce roman est telle qu'elle est évoquée explicitement dans Le Tunnel, au chapitre XXVIII : « Maria dit qu’elle était en train de lire un roman de Sartre »,.
Dans Le Tunnel, Sábato met notamment en scène les sentiments d'isolement, d'incompréhension et d'incapacité à communiquer avec les autres son expérience de l'existence, développé également par Sartre et Camus. En particulier, dans un rêve du protagoniste, au chapitre XXII, alors qu'il est transformé en oiseau de taille humaine, ses amis se comportent comme s'il n'avait pas changé, et il renonce à essayer de leur exprimer son angoisse, quand il se rend compte qu'il ne peut émettre que des cris qui semblent inaudibles car ils ne suscitent aucune réaction inhabituelle.
Au chapitre VI, il exprime le sentiment d'absurdité propre à l'existentialisme en décrivant le monde comme « un chaos d’objets et d’êtres inutiles ».
Le chercheur Donald Shaw (en) considère que le meurtre de Maria par Castel peut être considéré comme « un acte de rébellion contre l'absurdité de l'existence »,.

### Psychanalyse et psychiatrie
Le chercheur Agustín Francisco Seguí considère que « les romans de Sábato ne peuvent être interprétés de manière satisfaisante en recourant uniquement aux perspectives existentialistes : de nombreuses questions importantes ne peuvent être pleinement comprises sans prendre en considération la thématique dense de la psychopathologie, notamment en ce qui concerne les protagonistes masculins ».
Ainsi, plusieurs critiques littéraires, comme Juan Antonio Rosado (es), Fred Petersen, Sidney Finkelstein (en) ou Frédéric Monneyron ont évoqué l'influence de la psychanalyse et en particulier des écrits de son fondateur, Sigmund Freud, mais aussi de Jacques Lacan sur la conception de ce roman.
Selon Frédéric Monneyron, Castel est victime d'« un attachement excessif à la mère », et c'est cet « attachement œdipien de l'enfant à la mère, [...] ensuite projeté sur la femme objet de l'amour » qui est l'origine de sa jalousie meurtrière. De même, Ana Paula Ferreira considère que Castel poursuit à travers Maria une identification à l'image originelle, perdue, de la mère, qu'il cherche à exprimer à travers son art dans le tableau qu'il a intitulé Maternité, et qu'il finit peut-être par retrouver symboliquement dans sa cellule de prison, qui peut être analysée comme « un substitut à l'utérus maternel tant désiré ».
Au contraire, Angela B. Dellepiane estime que Sábato cherche à mettre en scène « les essences ultimes de l'homme » et que l'interprétation œdipienne, basée sur les théories freudiennes, « n'est pas la plus opérante » dans son œuvre,. De même, Donald Shaw (en) considère que « la question fondamentale n'est pas l'aspect freudien de la relation entre Castel et Maria », mais le mobile du meurtre, qui peut être considéré comme « un acte de rébellion contre l'absurdité de l'existence »,.

### Buenos Aires comme métropole
En 1900, Buenos Aires commence à devenir une puissante métropole, du fait de nombreux changements dans l'infrastructure du pays mais aussi parce que des groupes d'immigrants s'établissent dans la ville, au lieu de partir vers d'autres provinces. La construction de nouvelles lignes ferroviaires accroît la richesse en facilitant le transport des matières premières. Les exportations augmentent de manière importante. Le besoin de main-d'œuvre attire de nombreux travailleurs, la ville devient multiculturelle.
Du fait d'une immigration massive, l'Argentine devient capable de concurrencer les plus importantes nations européennes. Une réalisation révélatrice de cette prospérité est le Théâtre Colón, l'un des plus grands opéras au monde. Les plus belles avenues de la ville datent également de cette époque.

### Cadre historique de l'Argentine: le péronisme en 1945
La pauvreté et le travail continu étaient les problèmes auxquels faisait face l'Argentine en 1945. Dans une tentative d'éliminer le problème, Juan Domingo Perón arrive au pouvoir en 1946 et met en place un mouvement politique connu comme le péronisme — également connu comme le « justicialisme », son objectif étant la justice sociale).

## Personnages

### Personnages principaux
Juan Pablo Castel
Protagoniste et narrateur de l'histoire. Solitaire et incompris, il croit trouver en María la compréhension et l'amour qu'il n'a pas eus, la jeune femme étant la seule personne à avoir compris sa peinture. Mais son obsession pour María est portée à un tel degré qu'il la tue lorsqu'il se croit trompé. Sur le plan psychologique, c'est un personnage très intense, doué d'une grande habileté, qui s'interroge et questionne le lecteur sur l'existence humaine.
María Iribarne
Une aura de mystère et de confusion entoure l'histoire de María. Elle répond à l'amour de Castel sans arriver jamais à se livrer complètement, peut-être parce qu'elle est déjà mariée à Allende. Cependant, Castel soupçonne qu'elle entretient une liaison avec Hunter, le cousin de son mari, qu'elle visite fréquemment. Elle se sent proche de Juan Pablo seulement au travers des peintures de ce dernier.

### Personnages secondaires
Allende
Époux de María. Aveugle, il connaît Castel parce qu'il lui donne une lettre que María lui a laissée avant de partir pour la première fois dans une maison de campagne, en face de laquelle vit Hunter, son cousin. Lorsque Allende apprend de la bouche de Castel les infidélités de María et sa mort, il appelle ce dernier « insensé » et finit par se suicider.
Hunter
Cousin d'Allende, et l'amant ou ami intime de María.

## Adaptations cinématographiques
- 1952 : El túnel (es) ; réalisateur : León Klimovsky ; adaptation de Ernesto Sabato.
- 1977 : El túnel (téléfilm) ; réalisateur : José Luis Cuerda.
- 1988 : Fatale Obsession (El túnel) ; réalisateur : Antonio Drove ; scénario : Carlos A. Cornejo et Antonio Drove.
- 1990 : El túnel ; réalisateur : Alexander Payne (adaptation libre de roman pour son film-thèse The Passion of Martin (en) sur un photographe obsédé par une fille qui étudie son œuvre dans une galerie[25].